# چاه وحدت
چاه وحدت، روستایی در دهستان سیب و سوران بخش مرکزی شهرستان سیب و سوران در استان سیستان و بلوچستان ایران است.

## جمعیت
بر پایه سرشماری عمومی نفوس و مسکن در سال ۱۳۹۵، جمعیت این روستا برابر با ۲۱۷ نفر (۴۹ خانوار) بوده‌است.